# Expresso Satélite Norte
Expresso Satélite Norte Ltda é uma empresa brasileira de transporte rodoviário que atua nos estados da Região Centro-Oeste, Região Norte e Nordeste do Brasil.

## História
A empresa foi fundada no ano de 1996.